# 格里利 (科罗拉多州)
格里利，是美国科罗拉多州韦尔德县下属的一座城市，亦是其縣治。建市于1885年11月15日，面积大约为46.651平方英里（120.824平方公里）。根据2010年美国人口普查，该市有人口92,889人。2011年估计该市有人口94,962人，相比2010年人口增长率为2.23%。同时，论人口该市是科罗拉多州第12大城市。北科羅拉多大學位于此地。

## 地理
格里利的座標為40°24′54″N 104°43′26″W / 40.41500°N 104.72389°W（40.415119,-104.723988）。根據2000年人口普查，本城面積為30.0平方英里（77.70平方），其中29.9平方英里（77.44平方）為陸地，0.1平方英里（0.26平方）為水域。